# Adolfo Trepiana
Adolfo Trepiana (n. Buenos Aires, 2 de febrero de 1984) es un músico, compositor y arreglador argentino.

## Reseña biográfica
Adolfo Trepiana nació en 1984, en la ciudad de Buenos Aires, donde se formó como músico desde sus ocho años de edad, primero con la guitarra, y más tarde con el bandoneón, recibiendo en 2005 el título de ‘Músico arreglador con idoneidad en los estilos del tango’ de manos de Horacio Ferrer, en la Academia Nacional del Tango. Fue profesor de bandoneón de esa misma institución entre 2007 y 2010, y profesor de bandoneón y práctica de ensamble orquestal en la Escuela Orlando Goñi entre 2007 y 2011.
Como bandoneonista formó parte de reconocidos grupos de Tango, incluyendo a: Astillero, La Juan D’arienzo, Orquesta Típica Julián Peralta,  y Juan Pablo Gallardo Orquesta. A su vez, participó en los proyectos musicales de diversas figuras de la música argentina e internacional (María José Demare, Omar Mollo, Guillermo Fernández y María Graña entre otros).
A lo largo de su carrera realizó numerosas giras internacionales, presentándose en reconocidos festivales y  escenarios del mundo, incluyendo Montreal Jazz Festival, North Sea Jazz Festival, Barbican Centre, London Jazz Festival, Vrije Geluiden, EBS Space, Lincoln Center in NYC, Megaron International Centre, Prague National Theatre, Southbank Centre, New Victory Theatre NYC, Wiener Konzerthaus, Ulsan Jazz Festival, BBC Radio, Nakano Sun Plaza Hall, Min-On Concert Association, entre otros. Como músico sesionista realizó grabaciones con diversas agrupaciones, destacando su participación como artista invitado en ‘Historical Graffity’ de 2016, el disco de la banda norteamericana pionera del desert rock, Yawning Man.
Desde 2014 realiza presentaciones como solista para las compañías de cruceros Holland America Line, y como parte del show ‘Tango Buenos Aires’ de Mario & Daniel Celario para Royal Caribbean. En 2019 realiza una gira por USA como parte del grupo Tanghetto. Desde 2012, y hasta la actualidad, lidera el quinteto Astormentados, con quienes interpreta los arreglos originales del quinteto de Astor Piazzolla.

## Discografía
- Astillero
  - 2013: Soundtrack Buenos Aires
- La Juan D'arienzo
  - 2014: Cortando Clavos
  - 2016: Siciliano
- Yawning Man
  - 2016: Historical Graffiti
- Orquesta Típica Julián Peralta
  - 2012: Un Disparo en la Noche, Vol. 1
  - 2016: Un Disparo en la Noche, Vol. 2
- Pasajero Luminoso
  - 2017: El Corazón de las Ballenas
- Lorena Bracamonte
  - 2013: El Instante
- Yamila Asero
  - 2013: Flor de Barro
- Oniricotango
  - 2012: Será lo que Será
- Geraldine Trenza Cobre
  - 2015: Hombres Necios
- Tangothic
  - 2008: Revolución
  - 2012: Ciudad de Tango
  - 2015: One Last Tango
- Diego Gallo
  - 2014: Artesano
- Diego Gallo & Héctor Romero
  - 2013: Vuelta y Vuelta